# Rich Valley (Alberta)
Pour les articles homonymes, voir Rich Valley.
Rich Valley est un hameau (hamlet) du Comté de Lac Sainte-Anne, situé dans la province canadienne d'Alberta.